# 사라 메네지스
사라 가브리엘리 카브라우 지 메네지스(포르투갈어: Sarah Gabrielle Cabral de Menezes, 1990년 3월 26일~)는 브라질의 유도 선수이다.

## 경력
피아우이주 테레지나에서 태어났다. 2005년에 15세의 어린 나이로 브라질 국가대표로 발탁되었고, 5월에 푸에르토리코 카과스에서 열린 2005년 팬아메리카 선수권 대회에 참가하여 동메달을 획득했다. 2006년에는 청소년 국가대표로 활약했고, 독일 베를린에서 열린 독일 주니어 오픈에서 준우승, 스웨덴 보로스에서 열린 국제 청소년 유도 대회에서 우승을 차지했다.
2007년 5월 브라질 벨루오리존치에서 열린 브라질 유도 월드컵에서 에콰도르의 글렌다 미란다와 함께 쿠바의 야네트 베르모이와 대표팀 동료인 다니엘라 포우징의 뒤를 이어 동메달을 획득하였다. 2008년 2월에 헝가리 부다페스트에서 열린 월드컵에서도 독일의 미하엘라 바신과 함께 중국의 가오펑과 루마니아의 알리나 두미트루의 뒤를 이어 동메달을 획득했다. 5월에는 벨루오리존치 브라질 유도 월드컵에서 쿠바의 사일린 란타론를 꺾고 우승했으며, 러시아 모스크바에서 열린 슈퍼 월드컵에서는 5위를 했다. 같은 해 8월 중국 베이징에서 열린 2008년 하계 올림픽에 참가하였으며, 첫 상대인 헝가리의 체르노비츠키 에버에게 패해 탈락했다. 올림픽이 끝난 후 11월에는 태국 방콕에서 열린 2008년 세계 주니어 선수권 대회에 참가하여 튀르키예의 데리아 즈브르를 누르고 우승을 차지했다. 
이듬해인 2009년 2월에 파리 그랜드슬램에서 5위를 기록했고, 3월에 아르헨티나의 부에노스아이레스에셔 열린 2009년 팬아메리카 선수권 대회에서 멕시코의 에드나 카리요와 함께 아르헨티나의 파울라 파레토와 콜롬비아의 루스 알바레스의 뒤를 이어 동메달을 획득했다. 이후 6월에 열린 마드리드 월드컵과 리스본 월드컵에서 각각 중국의 우수건과 우크라이나의 테탸나 루스니코바을 꺾으며 우승을 차지했고, 7월에 열린 리우데자네이루 그랜드슬램에서 동메달, 벨루오리존치 브라질 유도 월드컵에서 준우승을 했다. 이후 8월에는 네덜란드 로테르담에서 열린 2009년 세계 선수권 대회에서 루마니아의 드미트루와 대한민국의 정정윤에게 패하며 5위를 기록했다. 같은 해 10월에는 파리에서 열린 2009년 세계 주니어 선수권 대회에서 일본의 엔도 히로미를 꺾으며 우승을 차지했고, 12월에는 도쿄 그랜드슬램에서 동메달을 획득했다.
2010년 2월 파리 그랜드슬램에서는 5위에 머물렀으나 부다페스트 월드컵에서는 준우승을 차지했다. 4월에 엘살바도르의 산살바도르에서 열린 2010년 팬아메리카 선수권 대회에서 쿠바의 다야리스 메스트레를 누르고 금메달을 획득했으며, 5월에는 상파울루 월드컵에서 기니비사우의 타시아나 세자르를 꺾으며 우승했다. 같은 해 9월에는 도쿄에서 열린 2010년 세계 선수권 대회에 참가하였다. 이 대회에서 루마니아의 두미트루와 함께 일본의 아사미 하루나와 후쿠미 도모코의 뒤를 이어 동메달리스트가 되어 자신의 첫 세계 선수권 대회 메달을 획득했다. 그 해 12월에는 도쿄 그랜드슬램에서 3위에 올랐으며, 이듬해인 2011년 1월 아제르바이잔 바쿠에서 열린 월드 마스터스 대회와 2월 파리 그랜드슬램에서 동메달을 획득했다. 6월에는 리우데자네이루 그랜드슬램 대회에서 3위에 올랐고, 7월에는 2011년 세계 군인 체육 대회에 참가하여 조선민주주의인민공화국의 김설미의 뒤를 이어 준우승을 차지했다. 같은 해 8월에는 파리에서 열린 2011년 세계 선수권 대회에서 헝가리의 체르노비츠키와 함께 지난 대회 우승자와 준우승자인 아사미와 후쿠미의 뒤를 이어 동메달을 획득했다. 11월에는 멕시코 과달라하라에서 열린 2011년 팬아메리칸 게임에 참가하여 미국의 엔절라 우슬리와 함께 아르헨티나의 파레토와 쿠바의 메스트레의 뒤를 이어 동메달을 획득했다.
2012년 1월 카자흐스탄의 알마티에서 열린 월드 마스터스 대회에서 동메달을, 2월 파리 그랜드슬램에서 은메달을 획득했다. 4월에는 캐나다 몬트리올에서 열린 2012년 팬아메리카 선수권 대회에서 쿠바의 메스트레의 뒤를 이어 은메달을 획득했으며, 5월에는 모스크바 그랜드슬램에서 두미트루를 꺾으며 우승을 차지했다. 7월 영국 런던에서 열린 2012년 하계 올림픽에서 베트남의 반응옥뚜, 프랑스의 라에티타 파예, 중국의 우수건, 벨기에의 샤를린 판 스닉을 꺾으며 결승전에 올랐고, 결승에서 2008년 올림픽 우승자이자 5월 모스크바 그랜드슬램에서 꺾었던 루마니아의 두미트루를 누르고 브라질 여자 유도 선수로는 최초로 올림픽 금메달을 획득했다. 
2016년 자국 브라질의 리우데자네이루에서 열린 2016년 하계 올림픽에 출전했다.